# 成州 (甘肃省)
成州，中国古代的州。
西魏废帝（553年）以南秦州改名，治所在洛谷城（今甘肃省西和县南洛谷）。辖境约相当今甘肃省礼县、西和等县地。隋朝时，移治上禄县（今礼县南）。大业三年（607年）改汉阳郡。唐朝武德元年（618年）复改成州。唐初属陇右道。辖境约相当今甘肃省礼县、西和、成县等县地。天宝元年（742年）改为同谷郡。乾元元年（758年）复为成州。宝应元年（762年）地入吐蕃。贞元五年（789年）置行成州于同谷县西界泥公山。咸通十三年（872年）复置州。后定治同谷县（今甘肃省成县）。
五代梁开平初改为汶州。后唐同光三年（925年）复旧名。南宋宝庆三年（1227年）升为同庆府。北宋属秦凤路，南宋属利州路。辖境约相当今甘肃省成县。元复降同庆府为成州，并省同谷县入州。明朝洪武十年（1377年）降为成县。
| 隋朝行政区划变迁 | 隋朝行政区划变迁 | 隋朝行政区划变迁 | 隋朝行政区划变迁 | 隋朝行政区划变迁     |
| 区分             | 開皇元年         | 開皇元年         | 区分             | 大業三年             |
| ---------------- | ---------------- | ---------------- | ---------------- | -------------------- |
| 州               | 成州             | 成州             | 郡               | 漢陽郡               |
| 郡               | 仇池郡           | 長道郡           | 县               | 上禄县 潭水县 长道县 |
| 县               | 仓泉县 潭水县    | 长道县 汉阳县    | 县               | 上禄县 潭水县 长道县 |

唐朝成州刺史
- 独孤开远（633年—634年）
- 杜崇胤（贞观年间）
- 韦琬（682年）
- 豆卢仁业（高宗时）
- 王敬忠（高宗时）
- 周行謇（高宗武周时）
- 裴守真（长寿年间）
- 长孙淑（武周时）
- 姚恭（开元年间）
- 于抱诚（开元年间）
- 韦某（756年—757年，同谷郡太守）
- 程某（乾元年间）
- 王某（上元年间）
- 姚成节（元和末年）
- 郭磻（咸通年间）
- 刘崇鲁（890年）
- 竹文晟（大顺年间）[2]